# Оверлорд (вулкан)
Оверлорд (англ. Mount Overlord, укр. Володар, Повелитель) — згаслий стратовулкан на північно-західній межі плато Десепшен, за 80 км на захід від моря Росса і на схід від льодовика Авіатор в Землі Вікторії, на північно-східному узбережжі Антарктиди. Має висоту — 3396 м.

## Відкриття і дослідження

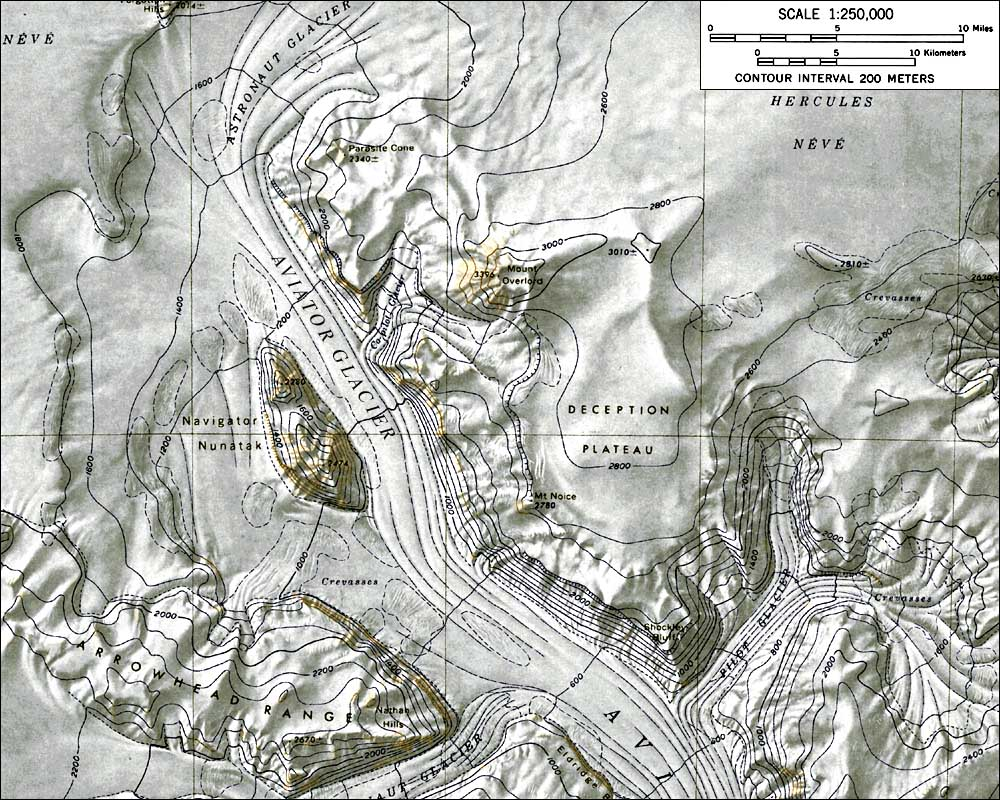
Топографічна мапа вулкана Оверлорд (масштаб 1:250,000)

Вулкан Оверлорд — найвищий вулкан землі Вікторії. Розташований приблизно за 37 км на захід — південний-захід від гори Супернал (3655 м) і за 132 км на північ від вулкана Мельбурн (2732 м).
Вершина вулкана увінчана кальдерою діаметром 1,8 км. Хоча більша частина конуса покрита льодом, дослідження вулканічних порід на західному схилі показало їх вік приблизно 7 мільйонів років, тому вулкан вважається давно згаслим.
Вулкан був так названий дослідницькою партією «Новозеландської геологічної служби антарктичної експедиції» (NZGSAE) у 1962–1963 роках, тому що його вершина займає «панівне» положення в цьому регіоні над іншими, меншими вершинами.